# Dezerter
I Dezerter, fondati con il nome SS-20 nel 1981 a Varsavia, sono una delle più importanti punk band polacche. Il cambio di nome fu dovuto alla reazione delle autorità comuniste (l'SS-20 era un missile sovietico e il nome fu considerato troppo provocatorio).
Il gruppo debuttò durante il Mokotów Musical Autumn Festival nel novembre 1981. Nel 1982, insieme ai connazionali TZN Xenna e Deuter parteciparono ad un tour in tutta la Polonia, suonando anche al Jarocin Festival). Nel 1983 i Dezerter registrarono un EP di quattro tracce, Ku przyszlosci. L'EP fu pubblicato dall'etichetta Tonpress e fu accolto molto tiepidamente dai fan, vendendo circa 50000 copie.
Il concerto più noto della band si tenne nel 1984 al festival di Jarocin Festival, con un pubblico di 20000 persone. Il concerto fu registrato e ne furono pubblicate alcune parti nell'LP Underground out of Poland, prodotto da Joey Shithead, cantante della band hardcore punk canadese D.O.A..
Al momento la band è formata da tre componenti: Robert Matera, Krzystof Grabowski e Jacek Chrzanowski.

## Componenti
- Robert "Robal" Matera – voce, chitarra
- Jacek Chrzanowski – basso
- Krzysztof Grabowski – batteria

### Ex-componenti
- Dariusz "Stepa" Stepnowski – basso, voce
- Dariusz "Skandal" Hajn – voce (R.I.P.)
- Paweł Piotrowski – basso, voce
- Tony von Kinsky – basso, voce

## Discografia
- 1986 Underground Out of Poland
- 1987 Kolaboracja
- 1989 Kolaboracja II
- 1990 Wszyscy przeciwko wszystkim
- 1992 Blasfemia
- 1993 Jak powstrzymałem III wojnę światową czyli nieznana historia Dezertera
- 1994 Ile procent duszy
- 1995 Deuter
- 1996 Mam kły mam pazury
- 1998 Ziemia jest płaska
- 2001 Decydujące starcie
- 2004 Nielegalny zabójca czasu
- 2006 Punk Not Jazz